# 莫霍克維斯塔 (加利福尼亞州)
莫霍克維斯塔（英語：Mohawk Vista）是位於美國加利福尼亞州普盧默斯縣的一個人口普查指定地區。

## 地理
莫霍克維斯塔的座標為39°46′54″N 120°34′49″W / 39.78167°N 120.58028°W，而該地最高點為海拔高度1507米（即4944英尺）。

## 人口
根據2010年美國人口普查的數據，莫霍克維斯塔的面積為30.979平方千米，均為陸地。當地共有人口159人，而人口密度為每平方千米5人。